# Myrmotherula snowi
El hormiguerito de Alagoas (Myrmotherula snowi), es una especie de ave paseriforme perteneciente al numeroso género Myrmotherula de la familia Thamnophilidae. Es endémico de una pequeña región del noreste  de Brasil. 

## Distribución y hábitat
Se distribuye solamente en el noreste de Brasil, principalmente en Alagoas (Murici) y fue recientemente registrado en Pernambuco (Frei Caneca, Mata do Benedito y Mata do Estado).
Esta especie es muy rara y local en el sotobosque de bosques húmedos de la Mata Atlántica entre los 400 y 550 m de altitud.

## Descripción
El macho es de color gris con una mancha negra en el cuello. La hembra es de color marrón, con la cola marrón rojiza y el cuello blanco. Se parece mucho al hormiguerito unicolor, pero con la cola más corta, el pico más largo y diferente canto. 

## Estado de conservación
El hormiguerito de Alagoas ha sido calificado como especie en peligro crítico de extinción por la Unión Internacional para la Conservación de la Naturaleza (IUCN) debido a que su extremadamente pequeña población, estimada en alrededor de 30 individuos, ocupa un área muy restringida con hábitat extremadamente limitado, severamente fragmentado y con su calidad y extensión  en rápida decadencia. Para que esta especie sobreviva son necesarias acciones de conservación urgentes.

## Sistemática

### Descripción original
La especie M. snowi fue descrita por primera vez por los ornitólogos brasileños Dante Luiz Martins Teixeira y Luiz Pedreira Gonzaga en 1985 bajo el nombre científico «Myrmotherula unicolor snowi»; localidad tipo «Pedra Branca, Alagoas, Brasil».

### Etimología
El nombre genérico femenino «Myrmotherula» es un diminutivo del género Myrmothera, del griego «murmos»: hormiga y «thēras»: cazador; significando «pequeño cazador de hormigas»; y el nombre de la especie «snowi», conmemora al ornitólogo británico David William Snow (1924-2009).

### Taxonomía
Ya fue considerada conespecífica con Myrmotherula unicolor, también parece ser pariente cercana a M. behni y M. grisea de los Andes y de las montañas del norte de la Amazonia, las cuatro han sido agrupadas en el llamado «complejo de Myrmotherula de alas lisas», combinado con el    llamado «complejo de hormigueritos grises», del cual también forman parte Myrmotherula axillaris, M. iheringi, M. minor, M. schisticolor, M. sunensis, M. longipennis, M. urosticta y M. menetriesii; a pesar de que el grupo posiblemente no sea monofilético. Es monotípica.